# Comuna Mala Borovîțea, Bilohirea
Mala Borovîțea (în ucraineană Мала Боровиця) este o comună în raionul Bilohirea, regiunea Hmelnîțkîi, Ucraina, formată din satele Karpîlivka, Mala Borovîțea (reședința), Zahreblea, Zaricicea și Zinkî.

## Demografie
Componența lingvistică a comunei Mala Borovîțea
     Ucraineană (98,99%)
     Rusă (1,01%)
Conform recensământului din 2001, majoritatea populației comunei Mala Borovîțea era vorbitoare de ucraineană (98,99%), existând în minoritate și vorbitori de rusă (1,01%).